# Spectroscopie ultraviolet-visible

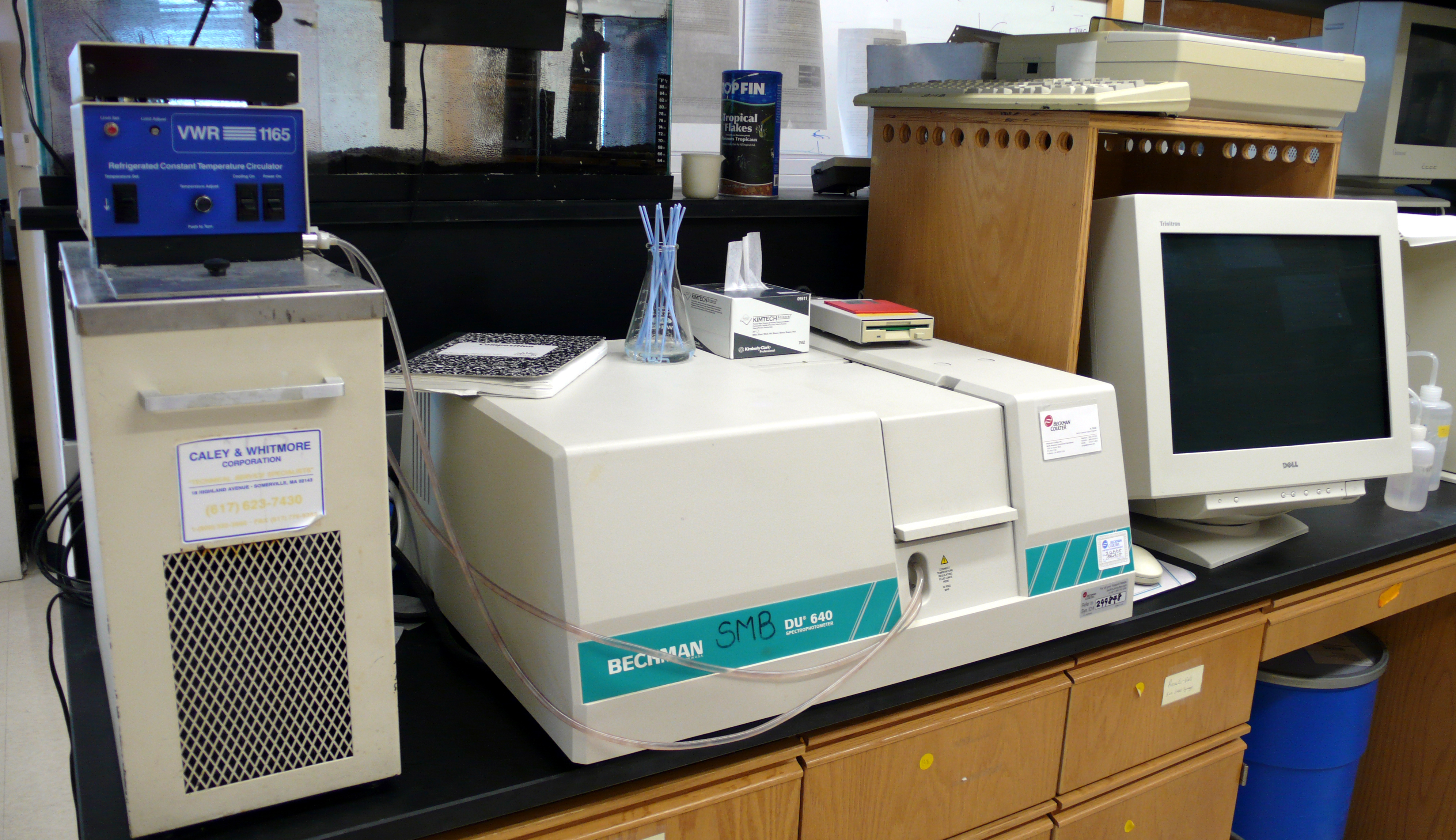
Un spectromètre UV/Visible.

La spectroscopie ultraviolet-visible ou spectrométrie ultraviolet-visible est une technique de spectroscopie mettant en jeu les photons dont les longueurs d'onde sont dans le domaine de l'ultraviolet (100 nm - 400 nm), du visible (400 nm - 750 nm) ou du proche infrarouge (750 nm - 1 400 nm). Soumis à un rayonnement dans cette gamme de longueurs d'onde, les molécules, les ions ou les complexes sont susceptibles de subir une ou plusieurs transitions électroniques. Cette spectroscopie fait partie des méthodes de spectroscopie électronique. Les substrats analysés sont le plus souvent en solution, mais peuvent également être en phase gazeuse et plus rarement à l'état solide.
Le spectre électronique est la fonction qui relie l'intensité lumineuse absorbée par l'échantillon analysé en fonction de la longueur d'onde. Le spectre est le plus souvent présenté comme une fonction de l'absorbance en fonction de la longueur d'onde. Il peut aussi être présenté comme le coefficient d'extinction molaire en fonction de la longueur d'onde. 
Cette technique est complémentaire de la spectroscopie de fluorescence qui mesure l'intensité lumineuse émise par un échantillon quand il est éclairé à une longueur d'onde où il absorbe. La fluorescence met en jeu des transitions depuis l'état excité jusqu'à l'état fondamental alors que la spectroscopie d'absorption traite des transitions entre état fondamental et état excité.

## Applications
La spectroscopie ultraviolet-visible est une méthode utilisée en routine pour l'étude quantitative des solutions de métaux de transition et des composés organiques fortement conjugués :
- les solutions d'ions de métaux de transition (ou plus exactement de leurs complexes) sont fréquemment colorées (c'est-à-dire absorbent la lumière visible) car les électrons des ions métalliques peuvent être excités d'un niveau électronique à un autre. La couleur des solutions d'ions métalliques est fortement affectée par la présence d'autres espèces, comme certains anions ou ligands et par le degré d'oxydation du cation métallique. Ainsi, la couleur d'une solution diluée de sulfate de cuivre est d'un bleu très clair ; l'ajout d'ammoniac intensifie la couleur et modifie la longueur d'onde du maximum d'absorption (λmax) ;
- les composés organiques, et en particulier ceux présentant un haut degré de conjugaison, absorbent aussi dans les régions visible et ultraviolette du spectre électromagnétique. Les solvants utilisés pour leur analyse sont par exemple l'eau pour les composés qui y sont solubles, ou l'éthanol pour les composés organiques hydrophobes (les solvants organiques peuvent avoir une absorption UV significative : tous les solvants ne sont donc pas pertinents pour une spectroscopie UV. L'éthanol absorbe peu à la plupart des longueurs d'onde). La polarité du solvant ou l'acidité du milieu peuvent affecter le spectre d'absorption d'un composé organique. La tyrosine, par exemple, voit son maximum d'absorption et son coefficient d'extinction molaire croître lorsque le pH passe de 6 à 13 ou lorsque la polarité du solvant diminue ;
- les complexes à transfert de charge donnent aussi des solutions colorées, mais ces couleurs sont parfois trop intenses pour être utilisées pour des mesures quantitatives, à moins de diluer les solutions.

La loi de Beer-Lambert indique que l'absorbance d'une solution à une longueur d'onde donnée est proportionnelle à sa concentration et la distance parcouru par la lumière dans celle-ci. La spectroscopie UV-visible peut donc être utilisée pour déterminer cette concentration. Cette détermination se fait dans la pratique soit à partir d'une courbe d'étalonnage qui donne l'absorbance en fonction de la concentration, soit quand  le coefficient d'extinction molaire est connu.
Un spectrophotomètre UV-visible peut être utilisé comme détecteur pour une HPLC. La présence d'un analyte donne une réponse que l'on peut supposer proportionnelle à la concentration. Pour des résultats précis, la réponse de l'instrument à l'analyte dans la solution inconnue doit être comparée à un étalon : c'est assez similaire à l'utilisation de courbes d'étalonnage. La réponse (la hauteur de pic) pour une concentration donnée est connue sous le nom de facteur de réponse.

## Loi de Beer-Lambert
La technique d'analyse est souvent utilisée dans un mode quantitatif pour déterminer la concentration d'une espèce chimique en solution, en utilisant la Loi de Beer-Lambert :
{\displaystyle A_{\lambda }=-\log _{10}{\frac {I}{I_{0}}}=\varepsilon _{\lambda }\cdot \ell \cdot C.}
où I/I0 est la transmittance de la solution (sans unité), A est l’absorbance ou densité optique à une longueur d'onde λ (sans unité), ελ est le coefficient d'extinction molaire (en l.mol−1·cm−1). Il dépend de la longueur d'onde, de la nature chimique de l'entité et de la température. Cette constante représente une propriété moléculaire fondamentale dans un solvant donné, à une température et une pression donnée et s'exprime en M−1.cm ou parfois en AU/M.cm. ℓ est la longueur du trajet optique dans la solution traversée, elle correspond à l'épaisseur de la cuvette utilisée (en cm). C est la concentration molaire de la solution (en mol.l−1). Dans le cas d'un gaz, C peut être exprimée comme un volume inverse (unités de longueur réciproque au cube, cm−3).
Cette équation est utile pour la chimie analytique. En effet, si ℓ et ελ sont connus, la concentration d'une substance peut être déduite d'une simple mesure d'absorbance à cette longueur d'onde.
L'absorbance  et le coefficient d'extinction ελ sont parfois définis avec les logarithmes naturels au lieu des logarithmes décimaux.
La loi de Beer-Lambert, utile pour caractériser de nombreux composés, ne doit pas être considérée comme une relation universelle pour caractériser la concentration et l'absorption de toutes les substances. Une relation polynomiale du deuxième ordre entre le coefficient d'extinction et la concentration est parfois considérée pour les très grandes molécules complexes, par exemple les colorants organiques comme l'orange de xylénol ou le rouge neutre[réf. nécessaire].

## Les spectrophotomètres UV-visible
L'instrument utilisé pour effectuer un spectre UV-visible est appelé spectrophotomètre UV-visible. Il mesure l'intensité de la lumière ({\displaystyle I}) passant au travers d'un échantillon et la compare à l'intensité de la lumière passant dans un échantillon de référence contenant le même solvant que celui utilisé pour l'échantillon, dans une cuve identique ({\displaystyle I_{0}}). Le rapport {\displaystyle {\frac {I}{I}}_{0}}, appelé transmittance {\displaystyle T}, est habituellement exprimé en pour cent (%). L'absorbance, {\displaystyle A}, est exprimée à partir de la transmittance :
{\displaystyle A=-log(T)}.
Les éléments de base du spectrophotomètre sont une source lumineuse, un support pour l'échantillon, un monochromateur (généralement équipé d'un réseau de diffraction) afin de séparer les différentes longueurs d'onde de la lumière, et un détecteur. La source de radiation est parfois un filament de tungstène (émettant dans la zone 350-1 700 nm), une lampe à arc au deutérium qui émet un spectre continu dans la région ultraviolette (190-400 nm), et plus récemment des lampes à arc au xénon utilisables dans toute la région UV-VIS et des diodes électro-luminescentes (DEL) pour les longueurs d'onde du visible. Le détecteur est typiquement une photodiode, un photomultiplicateur ou un CCD. Les photodiodes sont utilisées avec des monochromateurs, qui sélectionnent une seule longueur d'onde perçue par le détecteur. Mais on utilise de plus en plus souvent les CCD et barrettes de photodiodes qui peuvent enregistrer le spectre complet en un temps très court (de l'ordre de quelques millisecondes).

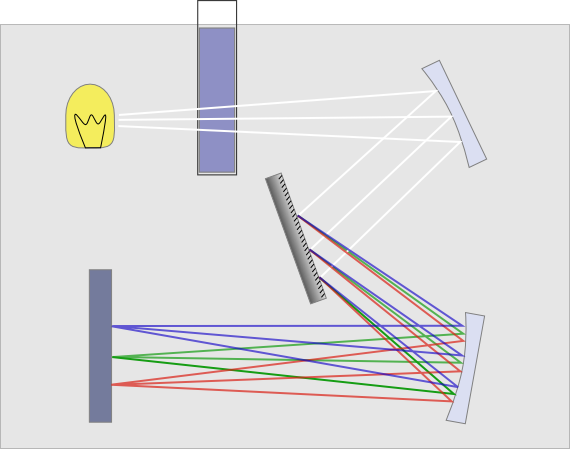
Diagramme d'un spectrophotomètre UV-visible à faisceau unique.

Un spectrophotomètre est le plus souvent à double faisceau. Cependant, certains instruments bon marché ou anciens peuvent être à simple faisceau. Dans un instrument à simple faisceau, toute la lumière passe par la cellule contenant l'échantillon. L'intensité de référence {\displaystyle I_{0}} est mesurée en remplaçant l'échantillon par une référence (même cuve et même solvant). Ce dispositif est le premier qui fut utilisé. Il se rencontre encore dans les spectrophotomètres conçus pour l'enseignement ou pour des mesures dans l'industrie. Dans un instrument à double faisceau, la lumière est séparée en deux faisceaux avant d'atteindre l'échantillon. L'un des faisceaux est utilisé comme référence et traverse un « blanc » (même cuve et même solvant que l'échantillon), l'autre passe par l'échantillon. Certains instruments à double faisceau ont deux détecteurs (photodiodes ou photomultiplicateurs), et les faisceaux de référence et d'échantillonnage sont mesurés en même temps. Dans d'autres instruments équipés d'un seul détecteur, les deux faisceaux passent par un séparateur optique, qui bloque l'un des faisceaux à la fois. Le détecteur alterne entre la mesure du faisceau échantillon et celui du blanc.
Les échantillons pour la spectrophotométrie UV-visible sont la plupart du temps des solutions, bien que l'absorbance de gaz ou de solides puisse également être mesurée. Les échantillons sont typiquement placés dans des cellules transparentes, connues parfois sous le nom de cuvettes. Ces cuvettes sont typiquement de forme parallélépipédique, avec un trajet optique souvent de l'ordre du 1 cm (correspondant à la longueur ℓ dans la loi de Beer-Lambert). Les tubes à essai peuvent aussi être utilisés comme cuvettes dans certains instruments. Le type de contenant d'échantillon utilisé doit permettre le passage des longueurs d'onde de la plage d'intérêt. Les cuvettes les plus utilisées sont en général en silice fondue de haute qualité ou en quartz car elles sont transparentes dans les régions UV-VIS et proche-infrarouge. Les cuvettes en verre et en plastique sont aussi communes, bien que le verre et la plupart des plastiques absorbent dans l'UV, ce qui limite leur usage au visible et proche infrarouge.

## Spectre ultraviolet-visible

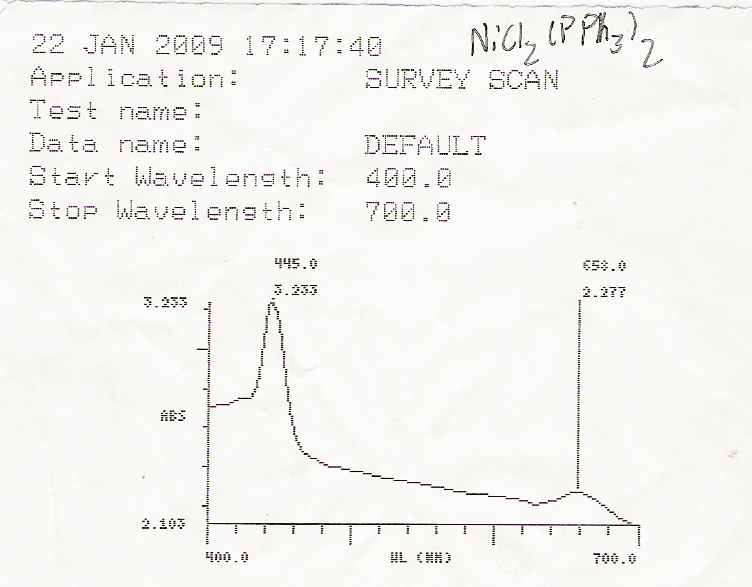
Spectre UV-visible du chlorure de bis(triphenylphosphine)nickel(II) dans le chloroforme.

Un spectre UV-visible est, pour l'essentiel, un graphe qui relie l'absorbance à la longueur d'onde dans les régions visible et ultraviolette. Un tel spectre peut être produit en continu par des spectrophotomètres disposant d'un système de balayage en longueur d'onde. Il peut également être produit point par point, en collectant les absorbances à quelques longueur d'onde (notée λ). De manière similaire, pour une substance donnée, un graphe standard du coefficient d'extinction (ε) en fonction de la longueur d'onde (λ) peut être tracé.
Les lois de Woodward-Fieser sont un ensemble d'observations empiriques pouvant être utilisées afin de prédire λmax, la longueur d'onde de l'absorption UV-visible la plus importante, pour les composés organiques conjugués comme les diènes et cétones.
Les longueurs d'onde des pics d'absorption peuvent être corrélées avec les types de liaisons dans une molécule donnée et sont valides pour déterminer les groupes fonctionnels dans une molécule. L'absorption UV-visible n'est pas, cependant, un test spécifique pour tout composé. La nature du solvant, le pH de la solution, la température, les hautes concentrations électrolytiques, et la présence de substances interférentes peuvent influencer les spectres d'absorption des composés, comme le peuvent les variations dans la largeur des fentes (largeur de bande effective) du spectrophotomètre.
Qualité des mesures, vérification des spectrophotomètres (à compléter).
Réalisations et applications particulières (à compléter).
Miniaturisation (appareillage et échantillons) (à compléter).
Utilisation des fibres optiques pour mesures in situ, évanescence... (à compléter).
Combinaisons de techniques : spectrophotométrie et : chromatographie liquide, chromatographie gazeuse, biomonitor... (à compléter).
Analyse des gaz (à compléter).
Analyses multicomposants.

## Source
- (en) Cet article est partiellement ou en totalité issu de l’article de Wikipédia en anglais intitulé « Ultraviolet-visible spectroscopy » (voir la liste des auteurs).